# Kloster Căldărușani

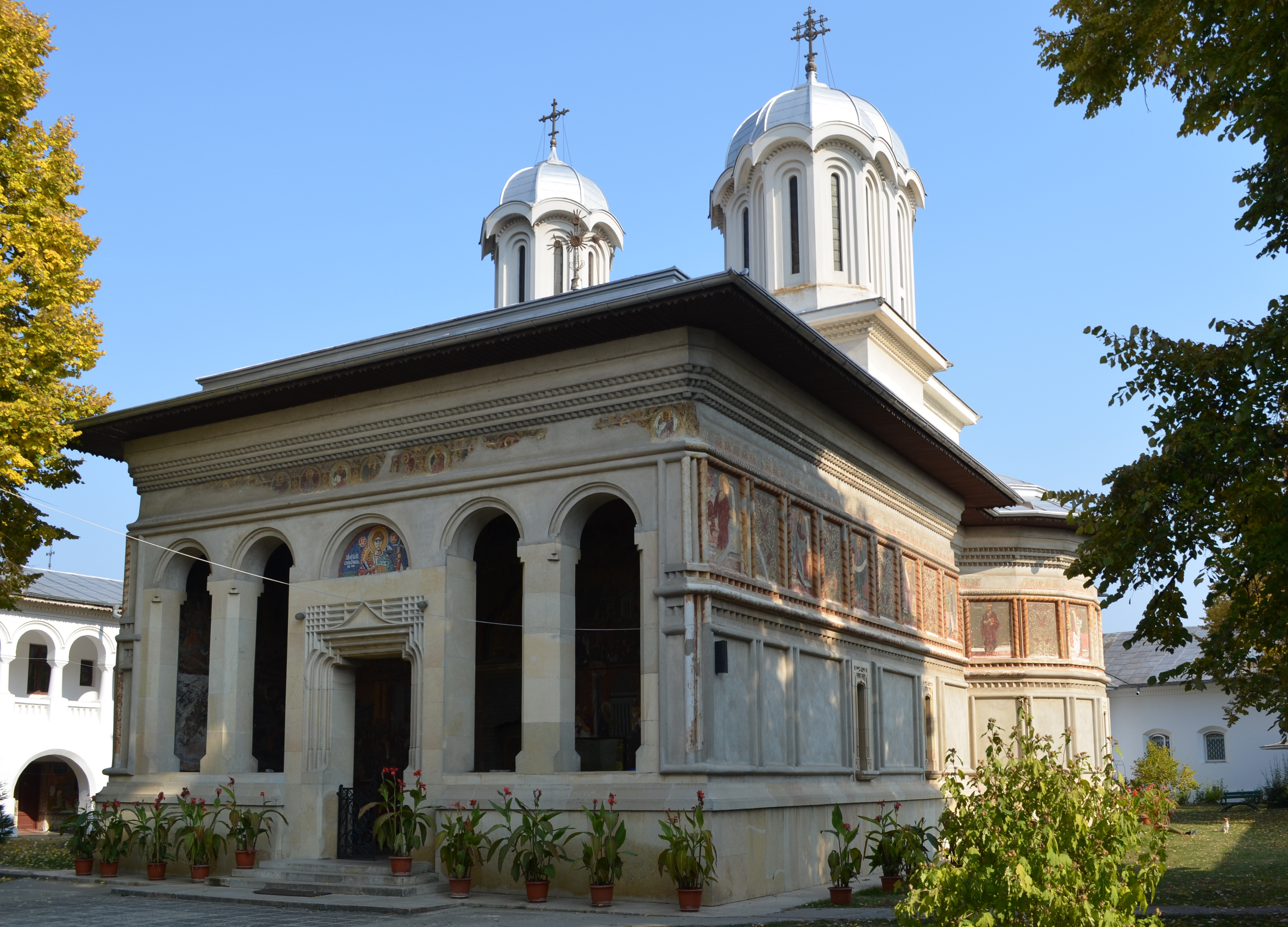
Das Kloster Căldărușani, 2011

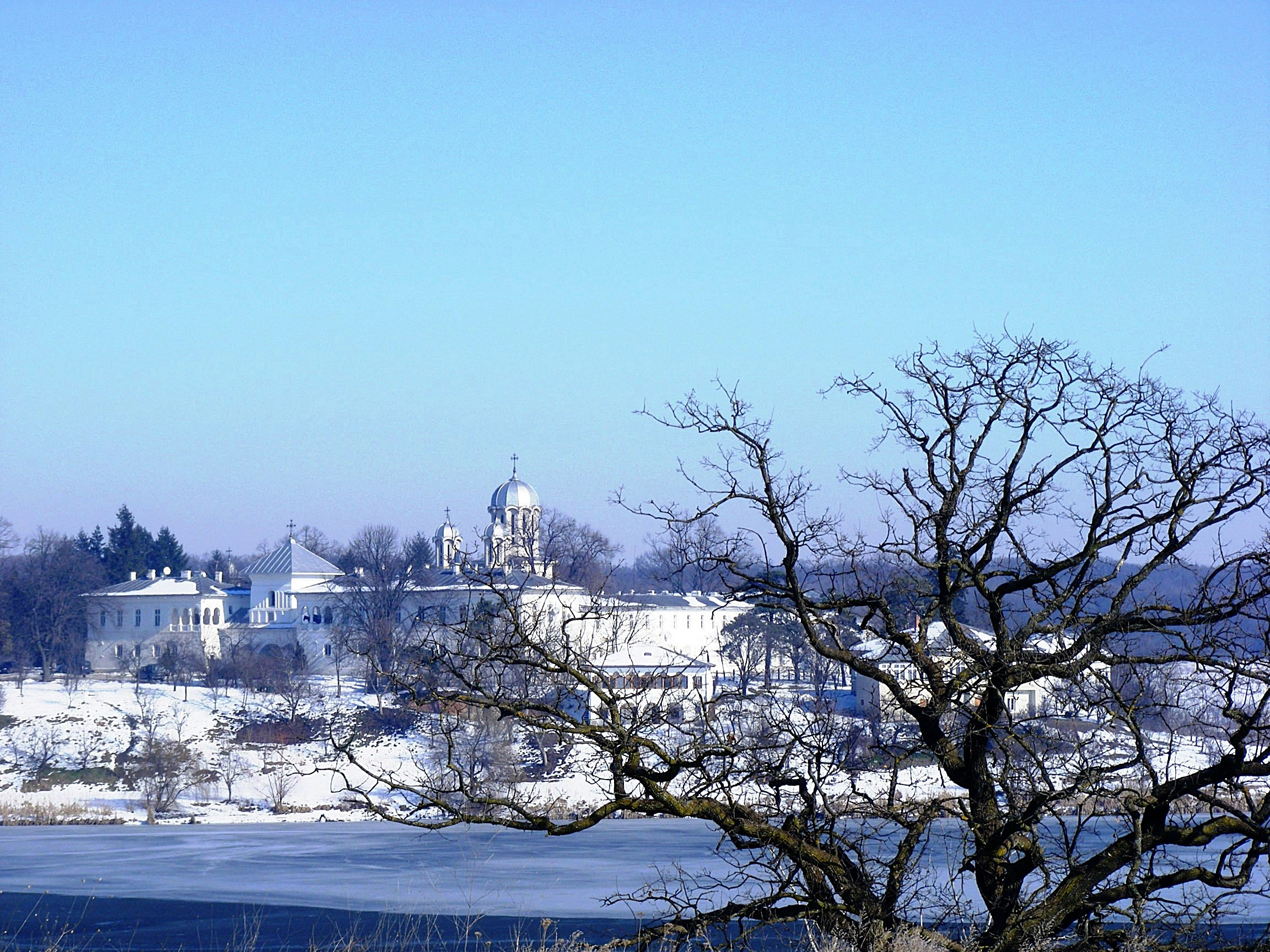
Das Kloster Căldărușani, 2011

Das Kloster Căldărușani (rumänisch Mănăstirea Căldărușani) ist ein Rumänisch-Orthodoxes Kloster in der Gemeinde Gruiu, im Kreis Ilfov, in Rumänien, am gleichnamigen See. Es wurde 1637 von dem Fürsten der Walachei Matei Basarab gebaut.

## Geschichte
Das Kloster Căldărușani wurde von dem Fürsten Matei Basarab auf einer Halbinsel am Căldărușani See, in den Vlăsiei Wäldern, zwischen den Jahren 1637–1638 auf den Ruinen eines alten Klosters errichtet.
Der Fürst ließ ein festungsartiges Bauwerk errichten, das seinen Plänen zur strategischen Stärkung der Walachei entsprach. Dies geschah in einer Zeit, als die Türken als regierende Macht in den rumänischen Ländern die Errichtung von Verteidigungsfestungen untersagt hatten.
Das Kloster ist von 6–7 Meter hohen Mauern umgeben. In Kriegszeiten war das Kloster auch ein Zufluchtsort für die Einwohner der Umgebung.
Fürst Matei Basarab leitete die Vorbereitungen zur Gründung des Klosters bereits ein Jahr vor Baubeginn durch den Erwerb von zahlreichen Grundstücken in die Wege.

## Beschreibung
Die Kirche, die dem Heiligen Märtyrer Dimitrie geweiht ist, hat die Form eines Kleeblatts, mit seitlichen Flügeln und ist mit einem großen und zwei kleinen Glockentürmen ausgestattet. Das Kloster Căldărușani ist eines der größten im Lande.
Im Laufe der Geschichte haben besondere Persönlichkeiten der Rumänisch-Orthodoxen Kirche den Bischofsstuhl bestiegen. Zu erwähnen wäre Filaret, der spätere Metropolit des Landes. Er ließ das Kloster renovieren und das Obergeschoss bauen. Dadurch wurde er zum zweiten Stifter des Klosters Căldărușani.
Am Ende des 18. und Anfang des 19. Jahrhunderts war der Abt des Klosters Căldărușani Gheorghe Cernicanul, ein wichtiger Vertreter der rumänischen Nationalbewegung.

## Kulturstätte
Die Mönche des Klosters widmeten sich der Abschrift von Manuskripten.
Die Malschule von Ivan Rusu war auch nach dem Jahre 1802 unter der Leitung von Matei Polcovnicul tätig. Unter den besonders wertvollen Museumsstücken waren auch sieben Ikonen von Nicolae Grigorescu nebst anderen Meisterwerken, die im Klostermuseum zu sehen sind.
Um das Jahr 1820 zählte die Klosterbibliothek 1830 Bücher, davon 921 rumänische, der Rest griechische, lateinische, italienische, französische und deutsche Bücher.

## Wirtschaftsfaktor
Im Laufe des 19. Jahrhunderts erwarb das Kloster immer mehr wirtschaftliche Macht, so dass im Jahre 1821 neue Gebäude errichtet wurden, Mönchsanwesen und die Häuser außerhalb der Festung. Das fürstliche Kloster besaß viele Grundstücke, hundert Grundbesitze in sieben Landesteilen, Dörfer, Weinbaugebiete, Mühlen, Obstgärten, Häuser, Geschäfte, Seen, Salzberge, Heilbäder, Erdölausbeutungen, erhob Wein- und andere Steuern.

## Zwangsaufenthaltsort
1948 ist die rumänische griechisch-katholische Kirche eine Untergrundkirche geworden, nachdem das kommunistische Regime sie verboten hat und ihr Eigentum der rumänisch-orthodoxen Kirche übergab. Die Kleriker und Laien, die sich dieser Maßnahmen nicht beugten wurden vom rumänischen Staat inhaftiert. Am 24. Mai 1950 wurden sieben Bischöfe und 21 Priester der rumänischen griechisch-katholischen Kirche, die schon seit 1948 verhaftet waren, im Kloster Căldărușani zum Zwangsaufenthalt (rumänisch domiciliu obligatoriu) untergebracht. Von hier aus wurden dann sechs von ihnen ins Gefängnis Sighet verlegt, wo drei verstarben (Ioan Suciu, Valeriu Traian Frențiu und Titu Liviu Chinezu).
Der spätere Kardinal Iuliu Hossu überlebte die Verhaftung in Sighet und wurde 1956 zurück nach Căldărușani versetzt.